# Lista de campeãs do carnaval de Belém
Lista das escolas de samba campeãs em Belém do Pará.
| Ano  | Campeã                               | Categoria            | ref.         |
| ---- | ------------------------------------ | -------------------- | ------------ |
| 1952 | Quem São Eles                        | Categoria escola     | [ 1 ]        |
| 1952 | Rancho Não Posso Me Amofiná          |                      | [ 1 ]        |
| 1953 | Boêmios da Campina                   | categoria escola     | [ 1 ]        |
| 1953 | Rancho Não Posso Me Amofiná          |                      | [ 2 ]        |
| 1954 | Quem São Eles                        | Categoria Escola     | [ 2 ]        |
| 1954 | Rancho Não Posso Me Amofiná          |                      | [ 2 ]        |
| 1955 | Boêmios da Campina                   |                      | [ 2 ]        |
| 1956 | Boêmios da Campina                   |                      | [ 2 ]        |
| 1957 | Boêmios da Campina                   |                      | [ 2 ]        |
| 1958 | Quem São Eles                        |                      | [ 2 ]        |
| 1958 | Rancho Não Posso Me Amofina          |                      | [ 2 ]        |
| 1959 | Boêmios da Campina                   |                      | [ 2 ]        |
| 1959 | Quem São Eles                        |                      | [ 2 ]        |
| 1960 | Boêmios da Campina                   |                      | [ 2 ]        |
| 1960 | Rancho Não Posso Me Amofina          |                      | [ 2 ]        |
| 1961 | Boêmios da Campina                   |                      | [ 2 ]        |
| 1962 | Rancho Não Posso Me Amofiná          |                      | [ 2 ]        |
| 1963 | Boêmios da Campina                   |                      | [ 2 ]        |
| 1964 | Império Pedreirense                  |                      | [ 2 ]        |
| 1965 | Boêmios da Campina                   |                      | [ 2 ]        |
| 1966 | Boêmios da Campina                   |                      | [ 2 ]        |
| 1967 | Boêmios da Campina                   |                      | [ 2 ]        |
| 1968 | Império Pedreirense                  |                      | [ 2 ]        |
| 1969 | Boêmios da Campina                   |                      | [ 2 ]        |
| 1970 | Não ocorreu concurso                 |                      | [ 2 ]        |
| 1971 | Rancho Não Posso Me Amofiná          |                      | [ 2 ]        |
| 1972 | Não Ocorreu Concurso                 | Não Ocorreu Concurso | [ 2 ]        |
| 1973 | Quem São Eles                        |                      | [ 2 ]        |
| 1974 | Quem São Eles                        |                      | [ 2 ]        |
| 1975 | Boêmios da Campina                   |                      | [ 2 ]        |
| 1976 | Quem São Eles                        |                      | [ 2 ]        |
| 1977 | Quem São Eles                        |                      | [ 2 ]        |
| 1978 | Quem São Eles                        |                      | [ 2 ]        |
| 1979 | Rancho Não Posso Me Amofiná          |                      | [ 2 ]        |
| 1980 | Rancho Não Posso Me Amofiná          |                      | [ 2 ]        |
| 1981 | Rancho Não Posso Me Amofiná          |                      | [ 2 ]        |
| 1982 | Rancho Não Posso Me Amofiná          |                      | [ 2 ]        |
| 1983 | Arco-Iris                            |                      | [ 2 ]        |
| 1984 | Rancho Não Posso Me Amofiná          |                      | [ 2 ]        |
| 1985 | Rancho Não Posso Me Amofiná          |                      | [ 2 ]        |
| 1986 | Arco-Íris                            |                      | [ 2 ]        |
| 1987 | Arco-Íris                            |                      | [ 2 ]        |
| 1988 | Quem são Eles                        |                      | [ 2 ]        |
| 1989 | Arco-Íris                            |                      | [ 2 ]        |
| 1990 | Não ocorreu concurso                 |                      | [ 2 ]        |
| 1991 | Não ocorreu concurso                 |                      | [ 2 ]        |
| 1992 | Quem São Eles                        |                      | [ 2 ]        |
| 1993 | Mocidade Olariense                   |                      | [ 2 ]        |
| 1994 | Quem São Eles                        | [ nota 1 ]           | [ 2 ]        |
| 1994 | Rancho Não Posso Me Amofiná          | [ nota 1 ]           | [ 2 ]        |
| 1994 | A Grande Família                     | [ nota 1 ]           | [ 2 ]        |
| 1995 | Rancho Não Posso Me Amofiná          |                      | [ 2 ]        |
| 1996 | Quem São Eles                        |                      | [ 2 ]        |
| 1997 | Rancho Não Posso Me Amofiná          |                      | [ 2 ]        |
| 1998 | Rancho Não Posso Me Amofiná          |                      | [ 2 ]        |
| 1999 | Acadêmicos da Pedreira               |                      | [ 2 ]        |
| 2000 | Acadêmicos da Pedreira Quem São Eles |                      | [ 2 ]        |
| 2001 | Rancho Não Posso Me Amofiná          |                      | [ 2 ]        |
| 2002 | Rancho Não Posso Me Amofiná          |                      | [ 2 ]        |
| 2002 | Acadêmicos da Pedreira               |                      | [ 2 ]        |
| 2003 | Império Pedreirense                  |                      | [ 2 ]        |
| 2003 | Quem São Eles                        | [ nota 2 ]           | [ 2 ]        |
| 2004 | Tradição Guamaense                   | [ nota 3 ]           | [ 2 ]        |
| 2004 | A Grande Família                     | [ nota 4 ]           | [ 2 ]        |
| 2005 | Rancho Não Posso Me Amofiná          |                      | [ 2 ]        |
| 2006 | Império Pedreirense                  |                      | [ 2 ] [ 3 ]  |
| 2007 | Rancho Não Posso Me Amofiná          |                      | [ 2 ]        |
| 2008 | Rancho Não Posso Me Amofiná          |                      | [ 2 ]        |
| 2009 | Império Pedreirense                  |                      | [ 4 ]        |
| 2010 | Bole-Bole                            |                      | [ 5 ]        |
| 2011 | Bole-Bole                            |                      | [ 6 ]        |
| 2012 | Rancho Não Posso Me Amofiná          |                      | [ 7 ]        |
| 2013 | Rancho Não Posso Me Amofiná          |                      | [ 8 ]        |
| 2014 | Rancho Não Posso Me Amofiná          |                      | [ 9 ] [ 10 ] |
| 2015 | Rancho Não Posso Me Amofiná          |                      |              |
| 2016 | Bole-Bole                            |                      |              |
| 2017 | Não ocorreu concurso                 |                      |              |
| 2018 | Rancho Não Posso Me Amofiná          |                      | [ 11 ]       |
| 2019 | Rancho Não Posso Me Amofiná          |                      |              |
| 2020 | Piratas da Batucada                  |                      |              |
| 2021 | Não ocorreu concurso                 |                      |              |
| 2022 | Não ocorreu concurso                 |                      |              |
| 2023 | Bole-Bole                            |                      |              |
| 2024 | Bole-Bole                            |                      |              |
| 2024 | Império Pedreirense                  |                      |              |
| 2025 | Quem São Eles                        |                      |              |
| 2025 | Bole Bole                            |                      |              |